# Avió paràsit

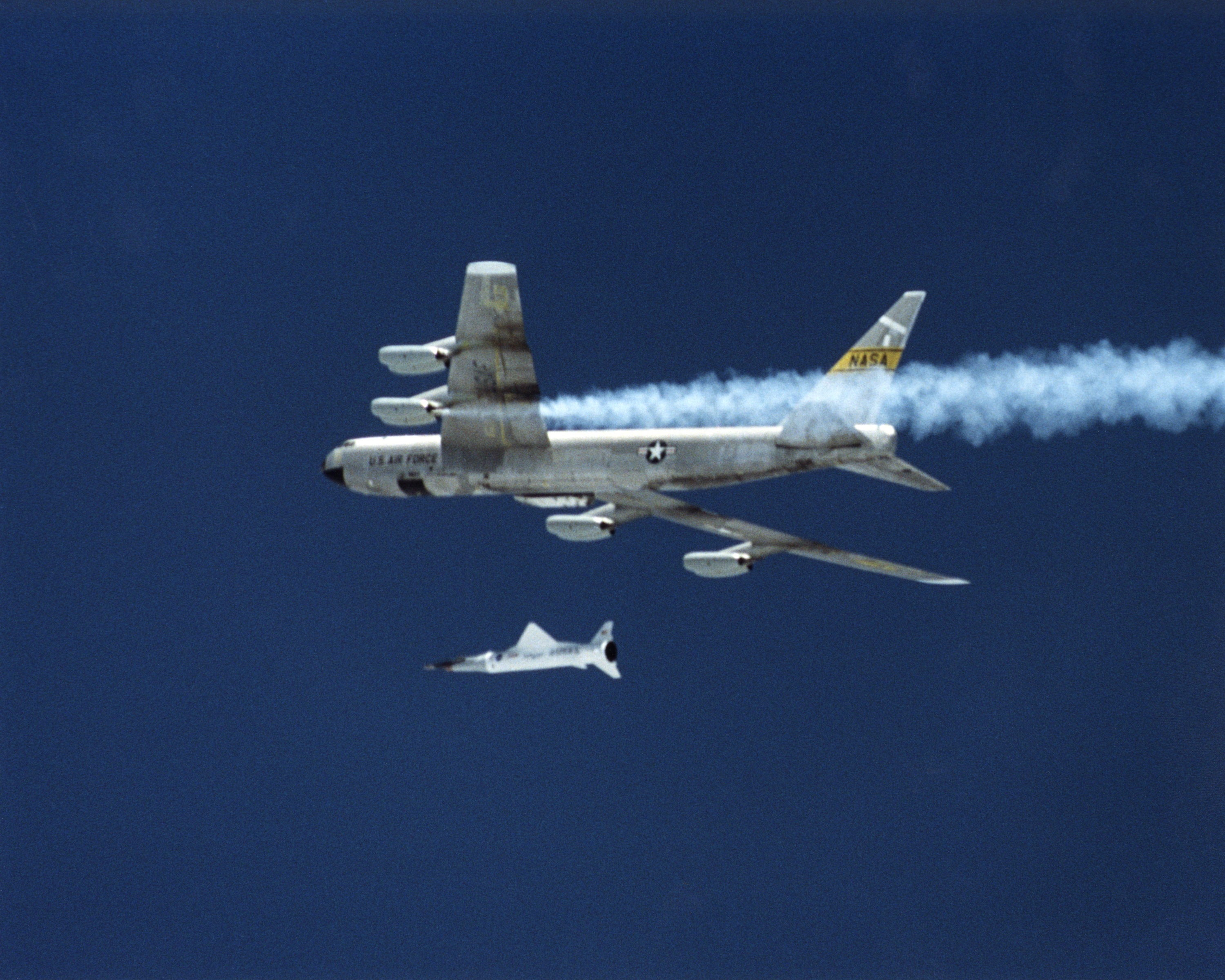
El NASA X-43 A (avió paràsit) sent llançat des de sota l'ala d'un B-52 Stratofortress (avió nodrissa) de la NASA.

Un avió paràsit és un avió que és transportat i llançat en l'aire per una altra aeronau que actua com nau nodrissa. L'avió transportador pot o no ser capaç de recuperar l'avió paràsit en vol.

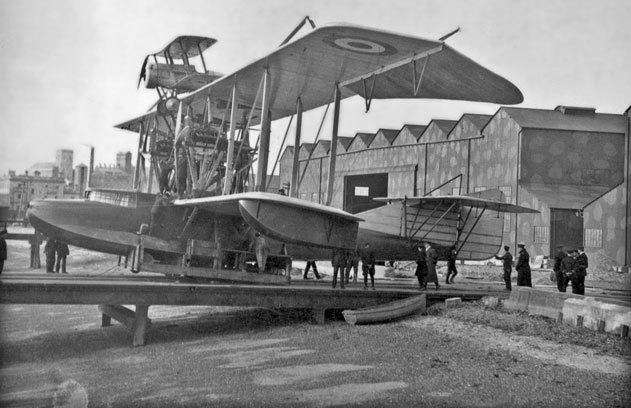
Bristol Scout com avió paràsit en un Porte Baby.

El primer ús d'un avió paràsit va ser el 1916, quan els britànics van usar un caça Bristol Scout en vol des d'un Felixstowe Porte Baby, un gran hidroavió de l'època. Posteriorment això es va desenvolupar en la idea que grans bombarders portarien avions de caça totalment capaços, en alguns casos, de tornar a la seva nau nodrissa. Segons es van anar incrementant les capacitats dels caces, aquesta idea va ser vista com menys necessària.

## Avions de combat paràsits
Fins a mitjans del segle XX hi va haver un interès militar en els avions de combat paràsit, ja que es va projectar que els avions de combats fossin transportats a una zona de combat per un avió més gros, com podria ser el cas d'un bombarder. Si el bombarder estigués amenaçat, els paràsits serien alliberats per defensar-lo. Els paràsits mai han tingut un gran èxit i poques vegades s'han utilitzat en el combat. Un desavantatge important d'un avió paràsit va ser que redueix la capacitat de càrrega útil de l'aeronau portadora. Els projectes d'aquest tipus van ser dissenyats per superar la gran disparitat en el rang entre els bombarders i els seus caces d'escorta. El desenvolupament del re-proveïment en vol ha fet que els avions paràsit siguin obsolets.

## Galeria

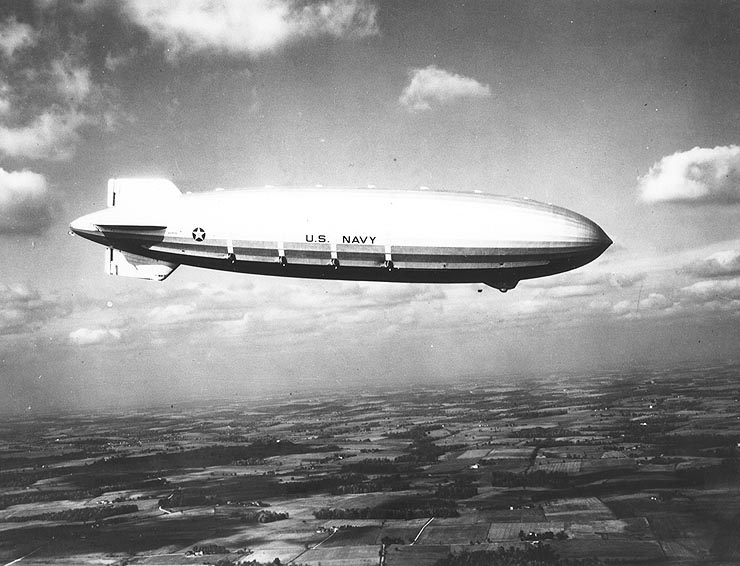
El dirigible  Akron  en vol, novembre de 1931.
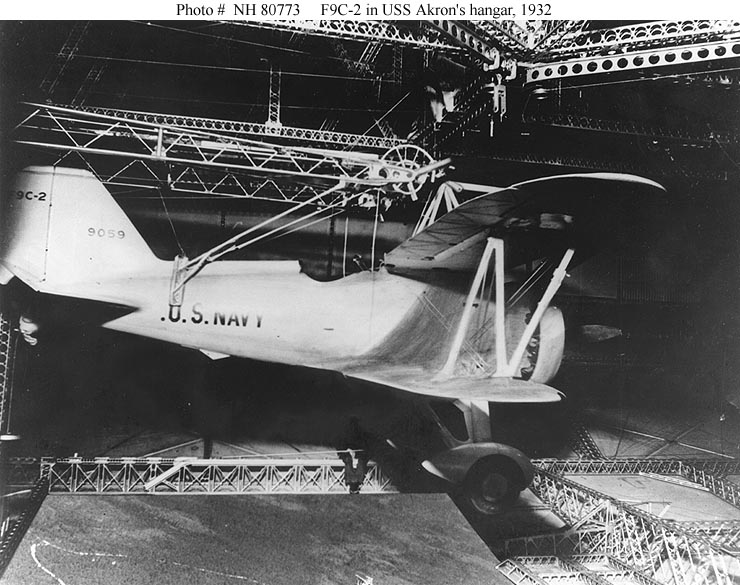
F9C Sparrowhawk dins de l'hangar de l' Akron .
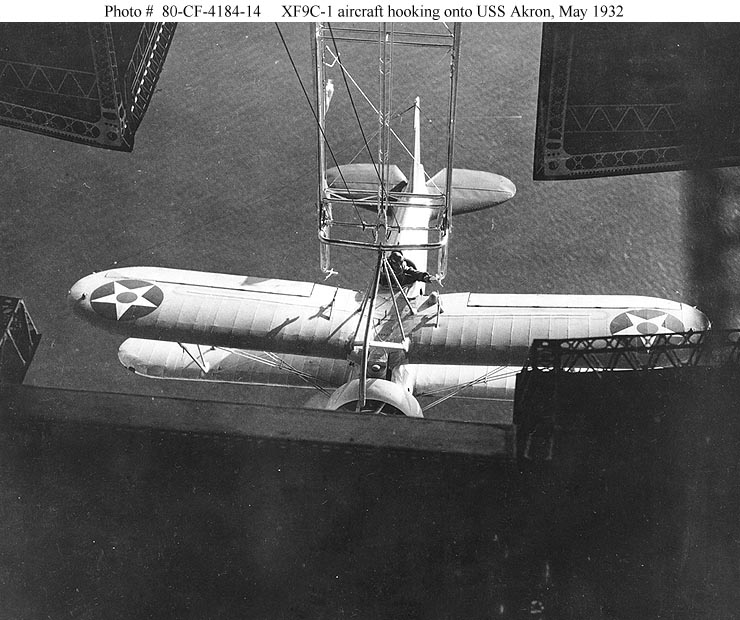
F9C Sparrowhawk després de tornar amb èxit al trapezi del  Akron , maig de 1932.
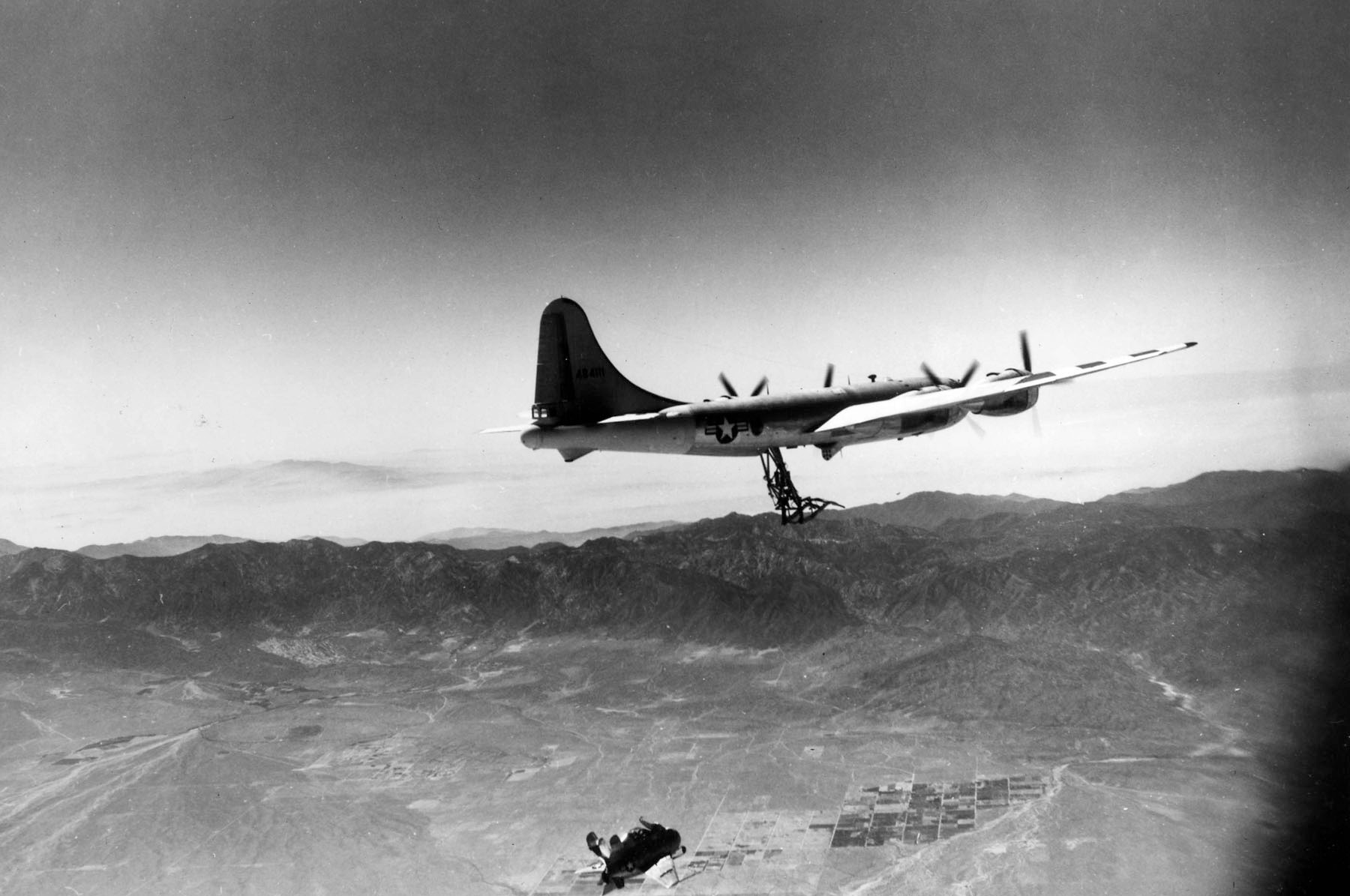
Boeing EB-29 amb el trapezi  Fighter CONveyer  (FICON) desplegat per recuperar el caça paràsit McDonnell XF-85 Goblin, situat sota d'aquest.
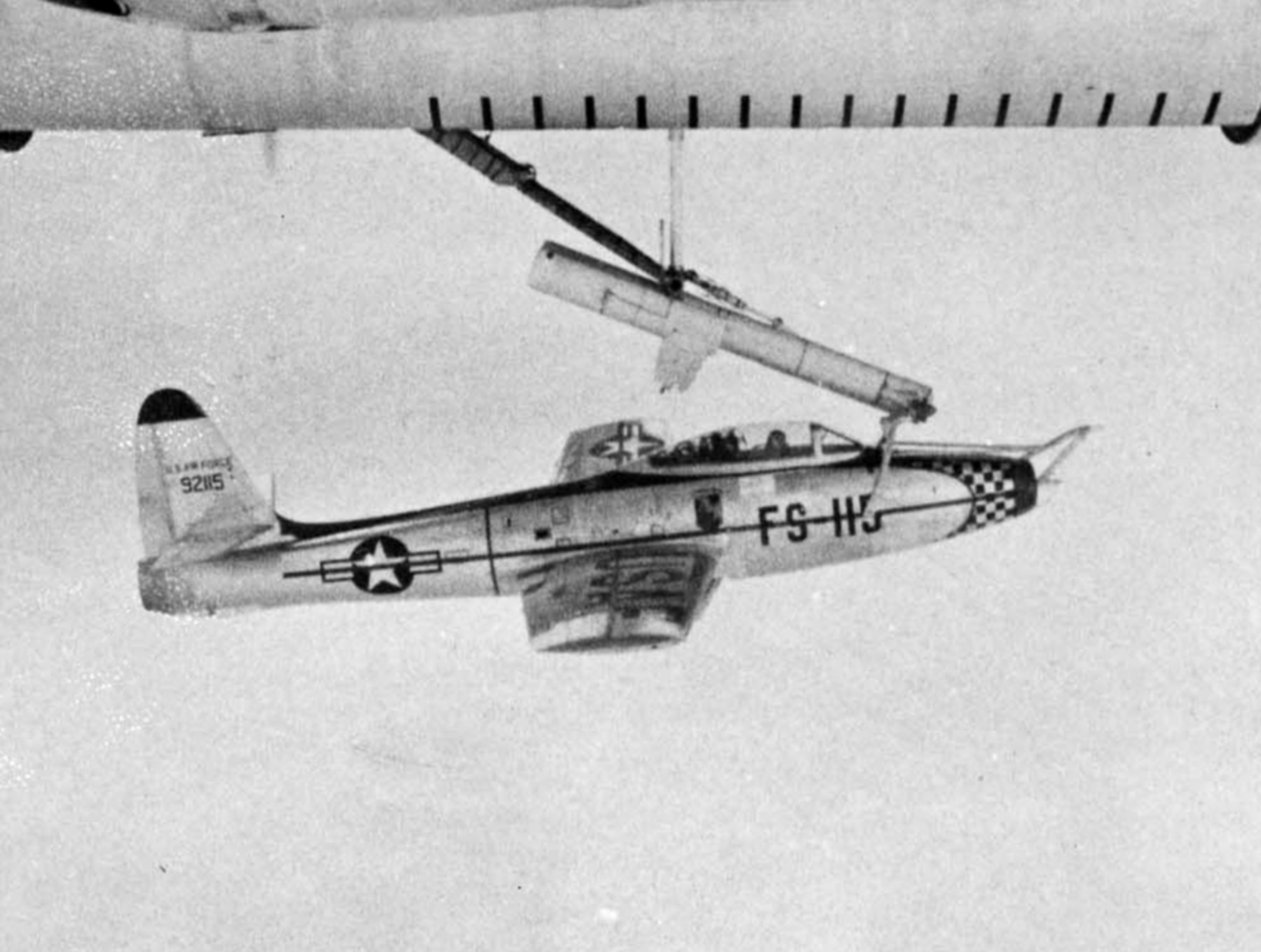
Un caça Republic F-84I al trapezi FICON.
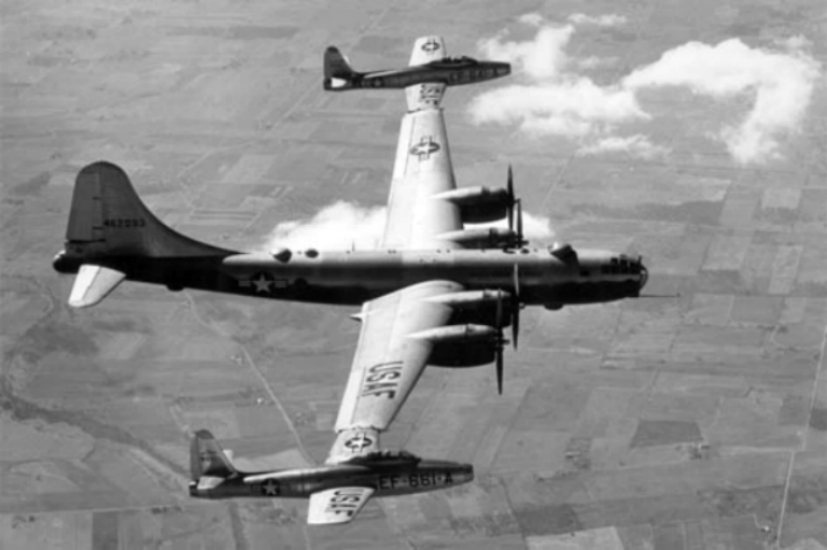
Projecte Tom Tom: Boeing B-50 amb dos caces Republic F-84 Thunderjet
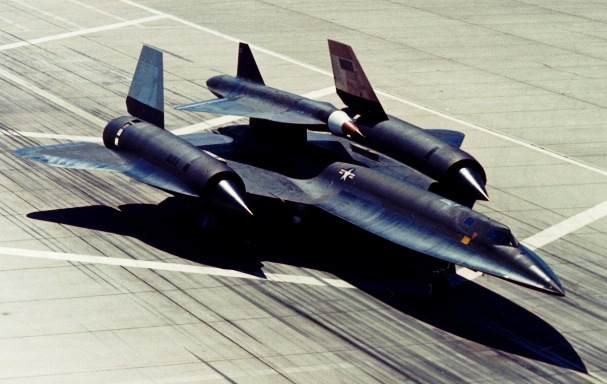
Lockheed D-21/M-21.